# Мамедов, Токай Габиб оглы
Токай Габиб оглы Мамедов (азерб. Tokay Həbib oğlu Məmmədov; 18 июля 1927, Баку — 2 мая 2018, там же) — советский и азербайджанский скульптор-монументалист.
Народный художник Азербайджанской ССР (1973), член-корреспондент Академии художеств СССР (1975), заслуженный деятель искусств Азербайджанской ССР (1962), профессор (1977). В 1970—1972 годах был председателем правления Союза художников Азербайджана. Являлся иностранным членом Российской академии художеств.

## Биография
Сын первой женщины-скульптора Азербайджана — Зивер Наджафкули кызы Мамедовой и Габиба Мамедова, кандидата технических наук.
Получив среднее образование, Т. Мамедов поступил в Бакинское художественное училище и уже на третьем курсе, в 1945 году, был принят на скульптурный факультет Института живописи, скульптуры и архитектуры имени И. Е. Репина в г. Ленинграде, который окончил в 1951 году. Учился у таких великих мастеров, как А. Т. Матвеев, М. А. Керзин, В. Б. Пинчук.
За памятник Мешеди Азизбекову в Баку (1977) был удостоен Государственной премии СССР (1978). За скульптурный монумент XI Красной армии в Баку (1980) получил Государственную премию Азербайджанской ССР (1982). За памятник Физули в Баку (1962), получил серебряную медаль Академии художеств СССР.

## Творчество
Среди основных работ также: бронзовые бюсты ветеранов войны, Героев Советского Союза — Адыля Кулиева, Н. Шавердяева, Бахеддина Мирзоева, Героя Социалистического Труда С. Ахмедова — все 1985; скульптурный портрет поэта Самеда Вургуна (1987), памятник Насими (1979; совместно с Ибрагимом Зейналовым).
Токай Мамедов первым из азербайджанских скульпторов начал работать с деревом, и с тех пор оно стало его любимым материалом. Вот как описывает работу Мамедова одна из ведущих искусствоведов Азербайджана Джамиля Новрузова:

Из дерева он создал портрет великого Низами, высокий, интеллектуальный, сложный и духовно богатый мир поэта. А в мужественных чертах Низами, в глазах, устало прикрытых веками, в чуть нахмуренных бровях читается мудрость человека.

Жил и работал в Баку, заведовал кафедрой скульптуры в Азербайджанской государственной академии художеств, подготовил целую плеяду молодых способных специалистов. Был женат на правнучке генерала Араблинского, заслуженной артистке Азербайджана Аиде ханум Абдуллаевой.
Указом президента Азербайджана Ильхама Алиева от 7 февраля 2006 года утвержден в состав Совета геральдики при Президенте Азербайджанской Республики. В честь празднования 250-летия Российской академии художеств награждён памятной медалью «За заслуги перед Академией в честь 250-летия» (2007).

## Галерея

Памятник Узеиру Гаджибекову в Баку, 1960
Памятник Физули в Баку, 1962 (совместно с Омаром Эльдаровым)
Памятник Насими в Баку, 1980
Памятник Мешади Азизбекову в Баку в Баку, 1976—2009
Памятник Кёроглы в Баку, 2012

## Награды и премии
- Орден «Честь» (17 июля 2012) — за заслуги в развитии азербайджанской культуры[3].
- Орден «Слава» (7 августа 2002) — за заслуги в развитии азербайджанского скульптурного искусства[4].
- Орден Дружбы народов (22 августа 1986).
- Орден «Знак Почёта» (9 июня 1959)  — за выдающиеся заслуги в развитии азербайджанского искусства и литературы и в связи с декадой азербайджанского искусства и литературы в гор. Москве[5].
- Народный художник Азербайджанской ССР (1973).
- Заслуженный деятель искусств Азербайджанской ССР (1962).
- Почётный диплом Президента Азербайджанской Республики (17 июля 2017) — за заслуги в развитии азербайджанской скульптурной школы[6].
- Почётная грамота Президиума Верховного Совета Азербайджанской ССР (18 июля 1977)[7]
- Государственная премия СССР (1978)[2].
- Государственная премия Азербайджанской ССР (1982).
- Серебряная медаль Академии художеств СССР (1958).
- «За заслуги перед Академией в честь 250-летия» (Россия) (2007).
- Медаль имени академика Юсифа Мамедалиева (Центр просветительства, культуры и информации «Билик» («Знание»), 2007).
- Персональная стипендия Президента Азербайджанской Республики (11 июня 2002)[8].